# Jamaica i olympiska sommarspelen 2008
Jamaica i olympiska sommarspelen 2008 bestod av 50 idrottare som blivit uttagna av Jamaicas olympiska kommitté. Landet tog 11 medaljer (samtliga i friidrott) varav 5 guld.

## Cykling
- Huvudartikel: Cykling vid olympiska sommarspelen 2008

### Bana
Keirin
| Cyklist       | Gren             | 1:a rundan | Uppsamling | 2:a rundan       | Final (7-12:e plats) |
| Cyklist       | Gren             | Placering  | Placering  | Placering        | Placering            |
| ------------- | ---------------- | ---------- | ---------- | ---------------- | -------------------- |
| Ricardo Lynch | Herrarnas keirin | 6          | 3          | Gick inte vidare | Gick inte vidare     |

## Friidrott
- Huvudartikel: Friidrott vid olympiska sommarspelen 2008

Förkortningar
- Noteringar – Placeringarna avser endast löparens eget heat
- Q = Kvalificerad till nästa omgång
- q = Kvalificerade sig till nästa omgång som den snabbaste idrottaren eller, i fältgrenarna, via placering utan att uppnå kvalgränsen.
- NR = Nationellt rekord
- N/A = Omgången ingick inte i grenen
- Bye = Idrottaren behövde inte delta i denna omgång

Herrar
Bana och landsväg
| Idrottare                                                                            | Gren       | Heat     | Heat      | Kvartsfinal | Kvartsfinal | Semifinal        | Semifinal        | Final            | Final            |
| Idrottare                                                                            | Gren       | Resultat | Placering | Resultat    | Placering   | Resultat         | Placering        | Resultat         | Placering        |
| ------------------------------------------------------------------------------------ | ---------- | -------- | --------- | ----------- | ----------- | ---------------- | ---------------- | ---------------- | ---------------- |
| Usain Bolt                                                                           | 100 m      | 10.20    | 1 Q       | 9.92        | 1 Q         | 9.85             | 1 Q              | 9.69 VR          | 1                |
| Michael Frater                                                                       | 100 m      | 10.15    | 1 Q       | 10.09       | 2 Q         | 10.01            | 4 Q              | 9.97             | 6                |
| Asafa Powell                                                                         | 100 m      | 10.16    | 1 Q       | 10.02       | 1 Q         | 9.91             | 1 Q              | 9.95             | 5                |
| Marvin Anderson                                                                      | 200 m      | 20.85    | 3 Q       | DNF         | DNF         | Gick inte vidare | Gick inte vidare | Gick inte vidare | Gick inte vidare |
| Usain Bolt                                                                           | 200 m      | 20.64    | 2 Q       | 20.29       | 1 Q         | 20.09            | 1 Q              | 19.30 VR         | 1                |
| Christopher Williams                                                                 | 200 m      | 20.53    | 3 Q       | 20.28       | 3 Q         | 20.45            | 6                | Gick inte vidare | Gick inte vidare |
| Michael Blackwood                                                                    | 400 m      | 45.56    | 4         | i.u.        | i.u.        | Gick inte vidare | Gick inte vidare | Gick inte vidare | Gick inte vidare |
| Sanjay Ayre                                                                          | 400 m      | 45.66    | 5         | i.u.        | i.u.        | Gick inte vidare | Gick inte vidare | Gick inte vidare | Gick inte vidare |
| Ricardo Chambers                                                                     | 400 m      | 45.22    | 3 Q       | i.u.        | i.u.        | 45.09            | 4                | Gick inte vidare | Gick inte vidare |
| Aldwyn Sappleton                                                                     | 800 m      | 1:48.19  | 6         | i.u.        | i.u.        | Gick inte vidare | Gick inte vidare | Gick inte vidare | Gick inte vidare |
| Richard Phillips                                                                     | 110 m häck | 13.60    | 4 Q       | 13.43       | 5 q         | 13.48            | 4 Q              | 13.60            | 7                |
| Maurice Wignall                                                                      | 110 m häck | 13.61    | 4 Q       | 13.36       | 1 Q         | 13.40            | 4 Q              | 13.46            | 6                |
| Markino Buckley                                                                      | 400 m häck | 48.65    | 1 Q       | i.u.        | i.u.        | 48.50            | 3 Q              | 48.60            | 7                |
| Danny McFarlane                                                                      | 400 m häck | 48.86    | 2 Q       | i.u.        | i.u.        | 48.33            | 2 Q              | 48.30            | 4                |
| Isa Phillips                                                                         | 400 m häck | 49.55    | 3 Q       | i.u.        | i.u.        | 48.85            | 5                | Gick inte vidare | Gick inte vidare |
| Dwight Thomas* Michael Frater Nesta Carter Asafa Powell Usain Bolt**                 | 4 x 100 m  | 38.31    | 1 Q       | i.u.        | i.u.        | i.u.             | i.u.             | 37.10 VR         | 1                |
| Michael Blackwood Allodin Fothergill* Sanjay Ayre Ricardo Chambers Lansford Spence** | 4 x 400 m  | 3:00.09  | 3 Q       | i.u.        | i.u.        | i.u.             | i.u.             | 3:01.45          | 8                |

Fältgrenar
| Idrottare        | Gren        | Kval    | Kval      | Final            | Final            |
| Idrottare        | Gren        | Distans | Placering | Distans          | Placering        |
| ---------------- | ----------- | ------- | --------- | ---------------- | ---------------- |
| Herbert McGregor | Längdhopp   | 7.64    | 26        | Gick inte vidare | Gick inte vidare |
| Dorian Scott     | Kulstötning | 19.94   | 15        | Gick inte vidare | Gick inte vidare |

Kombinerade grenar – Tiokamp
| Idrottare     | Gren     | 100 m | LJ   | SP    | HJ   | 400 m | 110H  | DT    | PV   | JT    | 1500 m  | Final | Placering |
| ------------- | -------- | ----- | ---- | ----- | ---- | ----- | ----- | ----- | ---- | ----- | ------- | ----- | --------- |
| Maurice Smith | Resultat | 10.85 | 7.04 | 15.09 | 1.99 | 47.96 | 14.08 | 50.91 | 4.60 | 51.52 | 4:31.62 | 8205  | 9         |
| Maurice Smith | Poäng    | 894   | 823  | 795   | 794  | 911   | 964   | 889   | 790  | 611   | 734     | 8205  | 9         |

Damer
Bana & landsväg
| Idrottare                                                                                                | Gren           | Heat     | Heat      | Kvartsfinal | Kvartsfinal | Semifinal        | Semifinal        | Final            | Final            |
| Idrottare                                                                                                | Gren           | Resultat | Placering | Resultat    | Placering   | Resultat         | Placering        | Resultat         | Placering        |
| --- | -------------- | -------- | --------- | ----------- | ----------- | ---------------- | ---------------- | ---------------- | ---------------- |
| Shelly-Ann Fraser                                                                                        | 100 m          | 11.35    | 1 Q       | 11.06       | 1 Q         | 11.00            | 1 Q              | 10.78            | 1                |
| Sherone Simpson                                                                                          | 100 m          | 11.48    | 3 Q       | 11.02       | 1 Q         | 11.11            | 4 Q              | 10.98            | 2                |
| Kerron Stewart                                                                                           | 100 m          | 11.28    | 1 Q       | 10.98       | 1 Q         | 11.05            | 1 Q              | 10.98            | 2                |
| Veronica Campbell-Brown                                                                                  | 200 m          | 23.04    | 1 Q       | 22.64       | 1 Q         | 22.19            | 1 Q              | 21.74            | 1                |
| Sherone Simpson                                                                                          | 200 m          | 22.94    | 2 Q       | 22.60       | 1 Q         | 22.50            | 3 Q              | 22.36            | 6                |
| Kerron Stewart                                                                                           | 200 m          | 23.03    | 3 Q       | 22.74       | 2 Q         | 22.29            | 2 Q              | 22.00            | 3                |
| Rosemarie Whyte                                                                                          | 400 m          | 51.00    | 1 Q       | i.u.        | i.u.        | 50.63            | 3 q              | 50.68            | 7                |
| Novlene Williams                                                                                         | 400 m          | 51.52    | 1 Q       | i.u.        | i.u.        | 51.06            | 3                | Gick inte vidare | Gick inte vidare |
| Shericka Williams                                                                                        | 400 m          | 50.57    | 1 Q       | i.u.        | i.u.        | 50.58            | 2 Q              | 49.69            | 2                |
| Kenia Sinclair                                                                                           | 800 m          | 2:03.76  | 2 Q       | i.u.        | i.u.        | 1:58.28          | 4 q              | 1:58.24          | 6                |
| Vonette Dixon                                                                                            | 100 m häck     | 12.69    | 1 Q       | i.u.        | i.u.        | 12.86            | 5                | Gick inte vidare | Gick inte vidare |
| Delloreen Ennis-London                                                                                   | 100 m häck     | 12.82    | 1 Q       | i.u.        | i.u.        | 12.67            | 2 Q              | 12.65            | 5                |
| Brigitte Foster-Hylton                                                                                   | 100 m häck     | 12.69    | 1 Q       | i.u.        | i.u.        | 12.79            | 3 Q              | 12.66            | 6                |
| Shevon Stoddart                                                                                          | 400 m häck     | 56.52    | 4         | i.u.        | i.u.        | Gick inte vidare | Gick inte vidare | Gick inte vidare | Gick inte vidare |
| Melaine Walker                                                                                           | 400 m häck     | 54.46    | Q 1       | i.u.        | i.u.        | 54.20            | Q 2              | 52.64 OR         | 1                |
| Nickiesha Wilson                                                                                         | 400 m häck     | 55.75    | 3 Q       | i.u.        | i.u.        | 54.67            | 5                | Gick inte vidare | Gick inte vidare |
| Korene Hinds                                                                                             | 3 000 m hinder | DNF      | DNF       | i.u.        | i.u.        | i.u.             | i.u.             | Gick inte vidare | Gick inte vidare |
| Mardrea Hyman                                                                                            | 3 000 m hinder | DNF      | DNF       | i.u.        | i.u.        | i.u.             | i.u.             | Gick inte vidare | Gick inte vidare |
| Aleen Bailey* Sheri-Ann Brooks* Veronica Campbell-Brown Shelly-Ann Fraser Sherone Simpson Kerron Stewart | 4 x 100 m      | 42.24    | 1 Q       | i.u.        | i.u.        | i.u.             | i.u.             | DNF              | DNF              |
| Shereefa Lloyd Rosemarie Whyte** Bobby-Gaye Wilkins* Novlene Williams Shericka Williams                  | 4 x 400 m      | 3:22.60  | 2 Q       | i.u.        | i.u.        | i.u.             | i.u.             | 3:20.40          | 3                |

Fältgrenar
| Idrottare       | Gren          | Kval  | Kval      | Final            | Final            |
| Idrottare       | Gren          | Längd | Placering | Längd            | Placering        |
| --------------- | ------------- | ----- | --------- | ---------------- | ---------------- |
| Chelsea Hammond | Längdhopp     | 6.60  | 12 q      | 6.79             | 4                |
| Olivia McKoy    | Spjutkastning | 55.51 | 34        | Gick inte vidare | Gick inte vidare |
| Zara Northover  | Kulstötning   | 15.85 | 31        | Gick inte vidare | Gick inte vidare |
| Trecia Smith    | Tresteg       | 14.18 | 12 Q      | 14.12            | 11               |

## Ridsport

### Fälttävlan
| Ryttare         | Häst           | Gren                   | Dressyr | Dressyr   | Terräng | Terräng | Terräng   | Hoppning        | Hoppning        | Hoppning        | Hoppning        | Hoppning        | Hoppning        | Totalt          | Totalt          |
| Ryttare         | Häst           | Gren                   | Dressyr | Dressyr   | Terräng | Terräng | Terräng   | Kval            | Kval            | Kval            | Final           | Final           | Final           | Totalt          | Totalt          |
| Ryttare         | Häst           | Gren                   | Straff  | Placering | Straff  | Totalt  | Placering | Straff          | Totalt          | Placering       | Straff          | Totalt          | Placering       | Straff          | Placering       |
| --------------- | -------------- | ---------------------- | ------- | --------- | ------- | ------- | --------- | --------------- | --------------- | --------------- | --------------- | --------------- | --------------- | --------------- | --------------- |
| Samantha Albert | Before I Do It | Individuell fälttävlan | 56,30   | 52        | 41,60   | 97,90   | 42        | Fullföljde inte | Fullföljde inte | Fullföljde inte | Fullföljde inte | Fullföljde inte | Fullföljde inte | Fullföljde inte | Fullföljde inte |

## Simning
- Huvudartikel: Simning vid olympiska sommarspelen 2008